# Comuna Velîka Bușînka, Nemîriv
Velîka Bușînka (în ucraineană Велика Бушинка) este o comună în raionul Nemîriv, regiunea Vinnița, Ucraina, formată din satele Berezovca și Velîka Bușînka (reședința).

## Demografie
Componența lingvistică a satului Velîka Bușînka
     Ucraineană (98,98%)
     Alte limbi (0,89%)
Conform recensământului din 2001, majoritatea populației satului Velîka Bușînka era vorbitoare de ucraineană (98,98%), existând în minoritate și vorbitori de alte limbi.